# Región del Sudoeste (Macedonia del Norte)
La Región del Sudoeste es una de las ocho regiones que posee Macedonia del Norte. Internamente comparte fronteras con la Región de Polog, con la Región de Vardar, con la Región de Skopie y con la Región de Pelagonia. Posee, además, fronteras internacionales con la República de Albania.

## Municipalidad
La región estadística se divide en trece municipalidades, estas entidades conforman la organización territorial oficial de este Estado.
1. Municipalidad de Centar Župa
2. Municipalidad de Debar
3. Municipalidad de Debarca
4. Municipalidad de Drugovo
5. Municipalidad de Kičevo
6. Municipalidad de Makedonski Brod
7. Municipalidad de Ohrid
8. Municipalidad de Oslomej
9. Municipalidad de Plasnica
10. Municipalidad de Struga
11. Municipalidad de Vevčani
12. Municipalidad de Vraneštica
13. Municipalidad de Zajas